# Clemens Arnold
Clemens Arnold (Melbourne, 31 augustus 1978) is een voormalig hockeyer uit Duitsland, die speelde als doelman. Met de Duitse nationale hockeyploeg nam hij tweemaal deel aan de Olympische Spelen (2000 en 2004).
Bij zijn tweede olympische optreden, in 2004 in Athene, won Arnold de bronzen medaille met de Duitse ploeg, die onder leiding stond van bondscoach Bernhard Peters. Hij speelde in totaal 150 interlands voor zijn vaderland en kwam in clubverband uit voor Harvestehuder THC en Dürkheimer HC.

## Erelijst
- 1997 –  Wereldkampioenschap junioren in Milton Keynes
- 1998 –  Europees kampioenschap junioren in Posen
- 1999 –  Europees kampioenschap in Padova
- 2000 –  Champions Trophy in Amstelveen
- 2000 – 5e Olympische Spelen in Sydney
- 2001 –  EK zaalhockey in Luzern
- 2001 –  Champions Trophy in Rotterdam
- 2002 –  WK hockey in Kuala Lumpur
- 2002 –  Champions Trophy in Keulen
- 2003 –  Europees kampioenschap in Barcelona
- 2004 –  Olympische Spelen in Athene

Clemens Arnold · 
Christoph Bechmann · 
Philipp Crone · 
Oliver Domke · 
Christoph Eimer · 
Björn Emmerling · 
Michael Green · 
Florian Kunz · 
Christian Mayerhöfer  · 
Björn Michel · 
Sascha Reinelt · 
Christopher Reitz · 
Ulrich Moissl · 
Christian Wein · 
Tibor Weißenborn · 
Matthias Witthaus · 
Coach: Paul Lissek
Clemens Arnold · 
Christoph Bechmann · 
Sebastian Biederlack · 
Philipp Crone · 
Eike Duckwitz · 
Christoph Eimer · 
Björn Emmerling · 
Florian Kunz  · 
Björn Michel · 
Sascha Reinelt · 
Justus Scharowsky · 
Ulrich Moissl · 
Christian Schulte · 
Tibor Weißenborn · 
Timo Weß · 
Matthias Witthaus · 
Christopher Zeller · 
Coach: Bernhard Peters